# Santa (provincie)
Santa is een provincie in de regio Ancash in Peru. De provincie heeft een oppervlakte van 4.005 km² en telt 438.290 inwoners (2015). De hoofdplaats van de provincie is het district Chimbote; drie van de negen districten vormen de stad  (ciudad) Chimbote.

## Bestuurlijke indeling
De provincie is verdeeld in negen districten, UBIGEO tussen haakjes:
- (021802) Cáceres del Perú
- (021801) Chimbote, hoofdplaats van de provincie en deel van de stad (ciudad) Chimbote
- (021803) Coishco, deel van de stad (ciudad) Chimbote
- (021804) Macate
- (021805) Moro
- (021806) Nepeña
- (021809) Nuevo Chimbote, deel van de stad (ciudad) Chimbote
- (021807) Samanco
- (021808) Santa

Aija · Antonio Raimondi · Asunción · Bolognesi · Carhuaz · Carlos Fermín · Casma · Corongo · Huaraz · Huari · Huarmey · Huaylas · Mariscal Luzuriaga · Ocros · Pallasca · Pomabamba · Recuay · Santa · Sihuas · Yungay